# Hassan Maatouk
Hassan Ali Maatouk (tiếng Ả Rập: حسن علي معتوق, tiếng Ả Rập Liban phát âm là: [ˈħasan ˈʕaliː maʕˈtuːʔ]; sinh ngày 10 tháng 8 năm 1987) là một cầu thủ bóng đá chuyên nghiệp người Liban thi đấu ở vị trí tiền đạo cho Al-Ansar SC và Đội tuyển bóng đá quốc gia Liban. Anh được biết đến với tốc độ và kỹ năng kỹ thuật cao, Maatouk là cầu thủ ghi bàn hàng đầu mọi thời đại của Liban; anh trở thành một phần quan trọng của đội tuyển quốc gia với tư cách là đội trưởng của họ từ năm 2016 trở đi.
Maatouk bắt đầu sự nghiệp thi đấu chính thức của mình ở tuổi 17 vào năm 2005 tại Al Ahed FC ở Liban. Anh đã giành được tổng cộng 11 danh hiệu cùng đội của anh, bao gồm ba chức vô địch Premier League Lebanon và ba Cup FA Lebanon trong thời gian 7 năm. Anh chuyển đến Các Tiểu vương quốc Ả Rập Thống nhất vào năm 2011 theo hình thức cho Ajman Club mượn, trước khi ký hợp đồng với Al-Shaab một năm sau đó. Năm 2013, anh chuyển đến đá cho Fujairah, nơi anh có tổng cộng bốn mùa giải ghi 46 bàn thắng cho đội bóng, trở thành cầu thủ ghi bàn hàng đầu mọi thời đại của họ. Năm 2017, anh trở về quê nhà ký hợp đồng với Nejmeh: trong mùa giải đầu tiên, anh đã giành được Lebanese Elite Cup và là cầu thủ ghi bàn hàng đầu thứ hai trong giải đấu, cũng như cầu thủ có nhiều pha kiến tạo nhất. Trong mùa thứ hai của mình, anh đã giành được Cup Elite thứ năm của mình, và là cầu thủ thứ hai có nhiều pha kiến tạo nhất giải đấu. Trong cả hai năm, Maatouk đã giành Quả bóng vàng Liban. Năm 2019, anh gia nhập Al-Ansar SC theo hình thức chuyển nhượng tự do.
Anh ra mắt đội tuyển quốc gia năm 2006 trong trận đấu với Ả Rập Xê Út, anh ghi bàn thắng đầu tiên vào năm 2011 trước đội tuyển Bangladesh. Với năm bàn thắng trong sáu trận đấu ở vòng loại thứ ba mùa giải Asian Cup 2019, Maatouk đã giúp Liban đủ điều kiện tham dự Asian Cup đầu tiên của họ sau khi vượt qua vòng loại bất bại. Năm 2019 Maatouk trở thành cầu thủ ghi bàn hàng đầu mọi thời đại của đất nước anh, vượt qua Roda Antar mà anh theo kịp với tư cách đội trưởng năm 2016.

### Bàn thắng quốc tế
| #  | Ngày                 | Địa điểm                                                       | Đối thủ           | Bàn thắng | Kết quả | Giải đấu                 |
| -- | -------------------- | -------------------------------------------------------------- | ----------------- | --------- | ------- | ------------------------ |
| 1  | 23 tháng 7 năm 2011  | Sân vận động Thành phố Thể thao Camille Chamoun, Beirut, Liban | Bangladesh        | 1–0       | 4–0     | Vòng loại World Cup 2014 |
| 2  | 17 tháng 8 năm 2011  | Sân vận động Quốc tế Saida, Sidon, Liban                       | Syria             | 1–0       | 2–3     | Giao hữu                 |
| 3  | 10 tháng 10 năm 2011 | Sân vận động Thành phố Thể thao Camille Chamoun, Beirut, Liban | Kuwait            | 1–0       | 2–2     | Vòng loại World Cup 2014 |
| 4  | 10 tháng 10 năm 2011 | Sân vận động Thành phố Thể thao Camille Chamoun, Beirut, Liban | Kuwait            | 2–1       | 2–2     | Vòng loại World Cup 2014 |
| 5  | 29 tháng 2 năm 2012  | Sân vận động Al-Nahyan, Abu Dhabi, UAE                         | UAE               | 2–2       | 2–4     | Vòng loại World Cup 2014 |
| 6  | 22 tháng 3 năm 2013  | Sân vận động Thành phố Thể thao Camille Chamoun, Beirut, Liban | Thái Lan          | 4–1       | 5–2     | Vòng loại Asian Cup 2015 |
| 7  | 4 tháng 6 năm 2013   | Sân vận động Thành phố Thể thao Camille Chamoun, Beirut, Liban | Hàn Quốc          | 1–0       | 1–1     | Vòng loại World Cup 2014 |
| 8  | 6 tháng 9 năm 2013   | Sân vận động Thành phố Thể thao Camille Chamoun, Beirut, Liban | Syria             | 1–0       | 2–0     | Giao hữu                 |
| 9  | 5 tháng 3 năm 2014   | Sân vận động Rajamangala, Bangkok, Thái Lan                    | Thái Lan          | 2–0       | 5–2     | Vòng loại Asian Cup 2015 |
| 10 | 5 tháng 3 năm 2014   | Sân vận động Rajamangala, Bangkok, Thái Lan                    | Thái Lan          | 4–1       | 5–2     | Vòng loại Asian Cup 2015 |
| 11 | 8 tháng 10 năm 2015  | Sân vận động Suphachalasai, Bangkok, Thái Lan                  | Myanmar           | 1–0       | 2–0     | Vòng loại World Cup 2018 |
| 12 | 12 tháng 11 năm 2015 | Sân vận động Quốc tế Saida, Sidon, Liban                       | Lào               | 5–0       | 7–0     | Vòng loại World Cup 2018 |
| 13 | 5 tháng 9 năm 2016   | Sân vận động Olympic Quốc tế, Tripoli, Liban                   | Afghanistan       | 2–0       | 2–0     | Giao hữu                 |
| 14 | 11 tháng 10 năm 2016 | Sân vận động Thành phố Thể thao Camille Chamoun, Beirut, Liban | Guinea Xích Đạo   | 1–1       | 1–1     | Giao hữu                 |
| 15 | 28 tháng 3 năm 2017  | Sân vận động Thành phố Thể thao Camille Chamoun, Beirut, Liban | Hồng Kông         | 2–0       | 2–0     | Vòng loại Asian Cup 2019 |
| 16 | 5 tháng 9 năm 2017   | Sân vận động Kim Nhật Thành, Bình Nhưỡng, CHDCND Triều Tiên    | CHDCND Triều Tiên | 2–2       | 2–2     | Vòng loại Asian Cup 2019 |
| 17 | 10 tháng 10 năm 2017 | Sân vận động Thành phố Thể thao Camille Chamoun, Beirut, Liban | CHDCND Triều Tiên | 2–0       | 5–0     | Vòng loại Asian Cup 2019 |
| 18 | 14 tháng 11 năm 2017 | Sân vận động Hồng Kông, Loan Tể, Hồng Kông                     | Hồng Kông         | 1–0       | 1–0     | Vòng loại Asian Cup 2019 |
| 19 | 27 tháng 3 năm 2018  | Sân vận động Thành phố Thể thao Camille Chamoun, Beirut, Liban | Malaysia          | 1–0       | 2–1     | Vòng loại Asian Cup 2019 |
| 20 | 17 tháng 1 năm 2019  | Sân vận động Sharjah, Sharjah, UAE                             | CHDCND Triều Tiên | 3–1       | 4–1     | Asian Cup 2019           |
| 21 | 15 tháng 10 năm 2019 | Trường đua Colombo, Colombo, Sri Lanka                         | Sri Lanka         | 1–0       | 3–0     | Vòng loại World Cup 2022 |
| 22 | 22 tháng 6 năm 2023  | Sân vận động Sree Kanteerava, Bangalore, Ấn Độ                 | Bangladesh        | 1–0       | 2–0     | SAFF Cup 2023            |
| 23 | 28 tháng 6 năm 2023  | Sân vận động Sree Kanteerava, Bangalore, India                 | Maldives          | 1–0       | 1–0     | SAFF Cup 2023            |